# Ґраса Фонсека
Ґраса Марія да Фонсека Каетану Гонсалвіш (порт. Graça Fonseca; 13 серпня 1971, Лісабон) — португальська політична і державна діячка, соціологиня. Міністр культури Португалії (з 2018 року). Депутат Асамблеї Республіки Португалія.

## Біографія
Закінчила юридичний факультет Лісабонського університету. Отримала ступінь магістра з соціології в Коїмбрському університеті, а також докторський ступінь філософії в галузі соціології у Лісабонському університеті. Працювала викладачем у Коїмбрському університеті.
У 2000—2002 роках — помічниця директора Управління планування та законодавчої політики Міністерства юстиції, у 2005—2008 роках — керівниця апарату міністра юстиції та міністра внутрішніх справ.
Політична діячка, член Соціалістичної партії Португалії.
У 2009—2015 роках була членом муніципальної влади Лісабона, де займалася питаннями економіки, інновацій та управління.
На парламентських виборах у Португалії у 2015 році обрана до Асамблеї Республіки від Соціалістичної партії. У листопаді того ж року стала помічницею державного секретаря, відповідальною за адміністративну модернізацію (до 2018 року).
У жовтні 2018 року призначена міністром культури в уряді Антоніу Кошти.
Відкрита лесбійка. Перша лесбійка у складі уряду Португалії, яка оголосила публічно про свою сексуальну орієнтацію.